# Хилтон, Бойд
Бойд Хилтон (англ. Andrew John Boyd Hilton; род. 19 января 1944) — британский историк, специалист по британской истории позднего 18-го — 19-го вв. Профессор современной британской истории Кембриджа, феллоу его Тринити-колледжа (с 1974; являлся там деканом и стюардом); член Британской академии (2007).
В 1969-74 гг. лектор-исследователь оксфордского колледжа Крайст-черч. С 1974 года в кембриджском Тринити-колледже. С начала 1970-х знал Дональда Уинча и с тех же пор регулярно коммуницировал с ним.
Публиковался в LRB.
Работы
- Corn, Cash, Commerce: The Economic Policies of the Tory Governments, 1815—1830. Oxford University Press, 1978. {Рец.}
- The Age of Atonement: The Influence of Evangelicalism on Social and Economic Thought, 1795—1865. New York: The Clarendon Press, Oxford University Press. 1988. {Рец.: , }
- A Mad, Bad, and Dangerous People? (New Oxford History of England[англ.]; Oxford: Clarendon, 2006) {Рец.: Л. Колли, (критическая)}